# Hana Mae Lee
Hana Mae Lee, née le 28 septembre 1988 à Los Angeles, est une actrice, mannequin et styliste américaine.
Elle est notamment connue pour ses rôles de Lilly dans The Hit Girls et Sonya dans The Babysitter.
Elle a également une ligne de mode nommée Hanamahn (« Un seul » en coréen).

## Biographie
Hana Mae Lee est américano-coréenne.
Elle a commencé sa carrière dans la mode à 16 ans, avec des entreprises comme Honda et Jeep. Elle a d'abord été maquilleuse puis mannequin. Elle a créé sa ligne en 2009, dans le but de créer une mode « hardie et inspirante ».

## Filmographie

### Cinéma
- 2006 : Le Meilleur Ami de l'homme : fille dans le café
- 2007 : Eli's Liquor Store : Emma Lee Chung
- 2012 : The Hit Girls : Lilly Okanakurama
- 2015 : Pitch Perfect 2 : Lilly Okanakurama
- 2015 : Jem et les Hologrammes : Roxy
- 2016 : Mon chat, mon chien... et les autres ? : Nina
- 2017 : The Babysitter : Sonya
- 2017 : Coco : Julie
- 2017 : Pitch Perfect 3 : Lilly Okanakurama
- 2018 : Frat Pack : Shu
- 2019 : Artista Obscura : Dai Bÿtch
- 2020 : The Babysitter: Killer Queen : Sonya
- 2021 : Phobias : Sami
- 2021 : Habit  : Jewel

### Télévision
- 2011 : Mike and Molly : Soo-jin
- 2011 : Workaholics : Hannah
- 2012-2013 : Lips : Endora
- 2014 : Super Fun Night : Frankie (3 épisodes)
- 2014 : Californication : Mi Suk Kok
- 2014 : Marry Me : Fantasia Yang
- 2015 : Resident Advisors : PJ
- 2015 : Ur in Analysis (téléfilm) : Mara
- 2016 : Serious Music : Hybiscus
- 2016 : Better Things : Trieste
- 2016-2019 : Les Pires Profs : Julie (6 épisodes)
- 2016 : No Tomorrow : Marlo Miyamoto (saison 1, épisode 8 et 9)
- 2017 : American Patriot : Numi (7 épisodes)
- 2017 : Haunters: The Musical : Anna (8 épisodes)
- 2018 : Alone Together : Gigi
- 2019 : Ryan Hansen Solves Crimes on Television : Carol
- 2019 : Perpetual Grace, LTD : Scotty Sholes (5 épisodes)
- 2021 : Ultra City Smiths : Christina / Passant #1